# اوروسلو
اوروسلو (به مجاری: Oroszló) یک منطقهٔ مسکونی در مجارستان است که در ناحیه کوملو واقع شده‌است.